# Christine Preißmann
Christine Preißmann (* 1970) ist eine deutsche Ärztin für Allgemeinmedizin und Psychotherapie und Autorin mit dem Schwerpunkt Autismus.

## Leben
Christine Preißmann kam in Südhessen zur Welt. Sie absolvierte zunächst ein Medizinstudium in Frankfurt am Main, dazu kam auch ein Semester in Uganda. Im Anschluss an die Ausbildung zur Fachärztin für Allgemeinmedizin qualifizierte sie sich zur ärztlichen Psychotherapeutin, arbeitete im Suchtbereich einer psychiatrischen Klinik und ist seit 2021 in eigener psychotherapeutischer Praxis schwerpunktmäßig mit autistischen Erwachsenen tätig.
Mit 27 Jahren wurde bei ihr das Asperger-Syndrom diagnostiziert. 2005 begann sie Vorträge über Autismus zu halten und veröffentlichte Bücher zu dem Thema.

## Schriften (Auswahl)
- Malariaerkrankungen am Universitätsklinikum Frankfurt am Main im Zeitraum 1989–1995. Frankfurt (Main), Univ., Diss., 1998.
- … und dass jeden Tag Weihnachten wär. Weidler, Berlin 2005. ISBN 978-3-89693-446-8.
- Gut leben mit einem autistischen Kind: Das Resilienz-Buch für Mütter. Fachratgeber Klett-Cotta. Hilfe aus eigener Kraft, Klett-Cotta, Stuttgart 2015, ISBN 978-3-6088-6046-7
- Autismus und Gesundheit: Besonderheiten erkennen – Hürden überwinden – Ressourcen fördern. Kohlhammer, Stuttgart, 2017, ISBN 978-3-1703-2027-7.
- Mit Autismus leben. Eine Ermutigung. Klett-Cotta, Stuttgart 2020, ISBN 978-3-608-86127-3.
- Überraschend anders: Mädchen & Frauen mit Asperger. 2., überarbeitete Auflage, Trias, Stuttgart 2021, ISBN 978-3-432-11200-8.
- Glück und Lebenszufriedenheit für Menschen mit Autismus.  2. aktualisierte Auflage, Kohlhammer, 2021, ISBN 978-3-17-039142-0.
- Asperger: Leben in zwei Welten. Betroffene berichten: Das hilft mir in Beruf, Partnerschaft & Alltag, 4. Auflage, Trias, Stuttgart, 2022, ISBN 978-3-432-11674-7.
- Psychotherapie und Beratung bei Menschen mit Asperger-Syndrom: Konzepte für eine erfolgreiche Behandlung aus Betroffenen- und Therapeutensicht. 5. Auflage, Kohlhammer, Stuttgart 2023, ISBN 978-3-17-044063-0.